# På New Yorks tage
På New Yorks tage er en amerikansk stumfilm fra 1922 af William Desmond Taylor.

## Medvirkende
- May McAvoy som Hilda O'Shaunnessey
- Walter McGrail som Emery Gray
- Pat Moore som Micky O'Shaunnessey
- Edward Cecil som Gregory Stearns
- Charles Bennett som Mr. Isaacson
- Mary Jane Irving som Susan Gray
- Carrie Clark Ward som Mrs. Brady